# Bagnes (ser)
Bagnes – rodzaj szwajcarskiego sera, który jest produkowany z krowiego mleka. Ser ten jest zaliczany do serów dojrzewających. Ser bagnes ma łagodny smak.